# Hans Mend
Hans Mend, född den 16 mars 1888 i närheten av Rothenburg ob der Tauber, död den 13 februari 1942 i fängelset Osterstein i Zwickau, var författare till en närmast helgonförklarande bok om Adolf Hitlers tjänstgöring under första världskriget. Boken utgavs på tyska 1930.
Mend, som lärt känna Hitler som soldat under första världskriget, lär ha haft ambitionen att ta del av dennes framgångar och komma honom nära, men blev sedan hotfull när detta misslyckats.
I det så kallade Mend-protokollet anklagade han Hitler för homosexuella aktiviteter tillsammans med en "manlig hora" under kriget 1915. Uppgifterna har avfärdats av bland andra den svenske populärhistorikern Bengt Liljegren som varande av allmänt tendentiös natur och sakna bevisvärde. Därtill kommer att de var tänkta att användas mot Hitler efter en planerad statskupp 1939.
Mend dog i fängelse i Sachsen 1942.